# Yuya Osako
Yuya Osako (n. 18 mai 1990, Kaseda⁠(d), Prefectura Kagoshima, Japonia) este un fotbalist japonez.

## Statistici
| Japonia | Japonia | Japonia |
| An      | Meciuri | Goluri  |
| ------- | ------- | ------- |
| 2013    | 6       | 3       |
| 2014    | 6       | 0       |
| Total   | 12      | 3       |